# 新桐乡
新桐乡，中国浙江省西北部杭州市富阳区下辖的一个乡。	

## 行政区划
现辖：
俞家村、小桐洲村、程浦村、新中村、春渚村、江洲村和新桐村。